# Keramia
Keramia (in greco Κεραμιά?) è un ex comune della Grecia nella periferia di Creta (unità periferica di La Canea) con 1 630 abitanti secondo i dati del censimento 2001.
È stato soppresso a seguito della riforma amministrativa, detta Programma Callicrate, in vigore dal gennaio 2011 ed è ora compreso nel comune di La Canea.